# Fredrik Boye

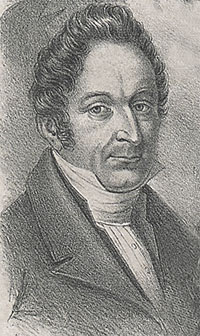
Fredrik Boye, Künstler unbekannt.

Fredrik Carl Boye af Gennäs, auch Boije af Gennäs (* 7. Juli 1773 in Stralsund; † 8. Februar 1857 in Stockholm) war ein schwedischer Offizier, Illustrator und Schriftsteller.

## Leben
Seine Eltern waren der schwedische Oberstleutnant a. D. und Postdirektor von Stralsund Friedrich Boye af Gennäs (* 1723; † 18. Dezember 1809) und dessen Ehefrau Friederike Karoline von Blessingh (* 20. Februar 1752; † 4. Februar 1828). Sein Bruder Freiherr Gustav Boye af Gennäs war preußischer Generalmajor und zuletzt Kommandeur des 2. Landwehr-Regiments.
Bereits im Alter von vier Jahren wurde er in das Kavallerieregiment Västergötland eingeschrieben. Im Jahr 1789 wurde er zum Leutnant ernannt. 1805 und 1806 war er Chefadjutant des Generals Gustaf Wachtmeister in der schwedischen Armee in Hannover. Bis 1815 erreichte er den Rang des Oberstleutnants. Boye ging nach den Befreiungskriegen nach Stockholm. Im darauffolgenden Jahr wurde Boye zum Kammerherrn ernannt. 1820 schied er aus dem Dienst aus.
Größere Bekanntheit erreichte er als Schriftsteller und Illustrator. Eines seiner Bücher ist die Riksdagshistoria från 1627–1823 med landtmarskalkarnas porträtt (Parlamentsgeschichte von 1627 bis 1823, mit Porträts des Landmarschalls, 1825–1827). Er gab auch das Magasin för konst, nyheter och moder (Magazin für Kunst, Nachrichten und Mode) heraus, das von 1823 bis 1844 erschien. Viele der illustrierenden Radierungen stammten von Boye selbst. Viele seiner Werke finden sich im Schwedischen Nationalmuseum. Er wurde zudem Herausgeber des ersten schwedischen Künstlerlexikons Målare-lexikon til begagnande såsom handbok för konstidkare och taflesamlare 1833.
Während eines Kommandos in Karlskrona verliebte er sich in die zehn Jahre ältere Ulrika Hierta (* 14. Mai 1763 in Karlskrona; † 31. März 1854 in Stockholm), die aus der schwedischen Hierta-Adelsfamilie stammte. Boye und Hierta heirateten, als er 21 Jahre alt war. Sie starb drei Jahre vor ihm, im Alter von 91 Jahren. 